# Des gens bien (série télévisée)
Pour l’article homonyme, voir Des gens bien.
Production
Diffusion
Des gens bien est une série télévisée franco-belge réalisée en 2022 par Matthieu Donck, Stéphane Bergmans et Benjamin d'Aoust, d'après un scénario de Stéphane Bergmans, Benjamin d'Aoust et Matthieu Donck, et diffusée en Belgique à partir du 23 octobre 2022 sur La Une, puis en France à partir du 13 avril 2023 sur Arte.
Cette fiction est une coproduction de Helicotronc, RTBF (télévision belge), Arte, Unité et Proximus,,.
La série a remporté le Grand prix de la série au Festival TV de Luchon 2023,,,.

## Synopsis
En pleine nuit, Tom Leroy appelle les secours pour dire qu'il a eu un accident de la route et que sa femme est coincée à l'intérieur de sa voiture en feu. Quand les gendarmes arrivent sur place, sa femme est déjà morte. Les gendarmes classent l'affaire comme un accident. Mais Philippe, un gendarme qui connaissait un peu Linda Leroy, pense qu'il s'agit d'un meurtre et tente d'en convaincre son chef…

## Distribution
- Lucas Meister : Tom Leroy
- Bérangère McNeese : Linda Leroy
- Peter Van Den Begin : Serge, le cousin de Linda
- India Hair : Stéphane, gendarme française
- Gwen Berrou : Corinne, la sœur de Tom
- Dominique Pinon : Major Roger Rabet, gendarme français
- Lucile Vignolles : Cathy, courtière en assurance
- Michaël Abiteboul : Philippe, gendarme français
- Nicolas Buysse : Joseph, policier belge
- François Damiens : Michel Chamfort, expert en assurance
- Jean-François Gallotte : pasteur Bruno
- Julie Duclos : femme de Philippe, enceinte
- Ferdinand Niquet : Pierrot
- Corinne Masiero : guichetière de la gare
- Karim Barras : gendarme français
- Mona Lederman : Carole, jeune femme "disparue"
- Eline Schumacher : Patricia, gendarme
- Vincent Pannetier : L'huissier
- Jean-Mathias Pondant : Vendeur BABY 2000

## Production

### Genèse et développement
La série est créée et écrite par Stéphane Bergmans, Benjamin d'Aoust et Matthieu Donck, et réalisée par ce dernier. 

### Fiche technique
- Titre français : Des gens bien
- Genre : comédie noire[1]
- Production : Julie Esparbes, Caroline Nataf et Anthony Rey[2],[3]
- Sociétés de production : Helicotronc, RTBF, Arte, Unité, Proximus[1],[2],[3]
- Réalisation : Matthieu Donck[1],[2],[3]
- Scénario : Stéphane Bergmans, Benjamin d'Aoust et Matthieu Donck[1],[2],[3]
- Musique : Eloi Ragot[2],[3]
- Décors :
- Costumes :
- Photographie : Florian Berutti[1],[2],[3]
- Son : Olivier Struye[1],[2],[3]
- Montage : Christophe Evrard[1],[2],[3]
- Maquillage :
- Pays de production :  France /  Belgique
- Langue originale : français
- Format : couleur
- Nombre de saisons : 1
- Nombre d'épisodes : 6
- Durée : 48 minutes
- Dates de première diffusion : 
  - Belgique : 23 octobre 2022 sur La Une[6]
  - France : 13 avril 2023 sur Arte[7],[8]

## Accueil

### Distinction
- Festival TV de Luchon 2023 : Grand prix de la série[2],[3],[4],[5]